# مصطفى الديراني
مصطفى الديراني هو قيادي لبناني كان عضواً في حركة أمل وشغل منصب «رئيس الأمن» فيها، في 1987 بدأ اتصالات مع مصادر مؤيدة لإيران، وفي النهاية أنشأ اتصالات بين إيران وقيادة أمل، لاحقاً طرد من الحركة وأنشأ منظمته الخاصة «المقاومة المؤمنة».
أختطفه الكوماندوز الإسرائيلي في عام 1994 للتحقيق معه واستخدامه كورقة مساومة لمعرفة مصير مساعد الطيار الإسرائيلي رون أراد وليجعله ورقة مساومة مقابل الجنود الإسرائيليين المخطوفين لدى حزب الله، وفي ذلك الوقت كانت القوات الإسرائيلية تسيطر على المنطقة العازلة الأمنية لجنوب لبنان، لمنع استخدام المنطقة كقاعدة لشن هجمات على منطقة الجليل الإسرائيلية.
في كانون الثاني / يناير 2004 أطلق سراحه برفقة الشيخ القيادي عبد الكريم عبيد ضمن تبادل للأسرى بوساطة ألمانية، مع 22 محتجزًا لبنانيًا آخرين ونحو 400 فلسطيني و 12 سجينًا عربيًا إسرائيليًا مقابل جثث ثلاثة جنود إسرائيليين ورجل الأعمال الإسرائيلي الشنان تانينبوم.

## دعوى
في 2015 قررت المحكمة العليا الإسرائيلية رفض التماسا تقدم به مصطفى الديراني للحصول على تعويضات 6 ملايين شيكل على اغتصابه وتعذيبه في السجن الإسرائيلي، حيث قدم الديراني شكوى تضمنت تعرضه لاعتداءات جنسية من قبل «الكابتن جورج» ضابط التحقيقات في الوحدة 504، في حينه. وذنفى الأخير التهمة، بيد أنه تم عزله من منصبه، وكان الوحيد الذي اتخذت إجراءات بحقه. وقبل نحو شهرين من اقالته كشف شريط في برنامج «عوفداه» يظهر فيه الديراني وهو يتعرض لعنف المحقق «الكابتن جورج»، وبحضور ضابط الوحدة.